# Панорамне скління
Панора́мне склі́ння — встановлення пластикових або алюмінієвих склопакетів на всій протяжності їхнього відкритого простору. Воно практично не змінює існуючої конструкції приміщення, дозволяє повністю ізолювати його від вулиці і водночас залишає можливість панорамного огляду.
Найсучасніше безрамне скління дозволяє витримувати великі вітрові навантаження. Виконане з особливо товстого загартованого скла, воно має особливу структуру, яка навіть без застосування спеціальних плівок при розбиванні розсипається на друзки, які не здатні заподіяти каліцтво людям.
У цьому випадку розсувне скління виконується за допомогою спеціальних напрямних, які дозволяють зрушувати кожну стулку окремо. Але навіть при повністю відкритих отворах, розкриті скла не займають багато місця — все скління компактно «складається».